# Bram Moolenaar

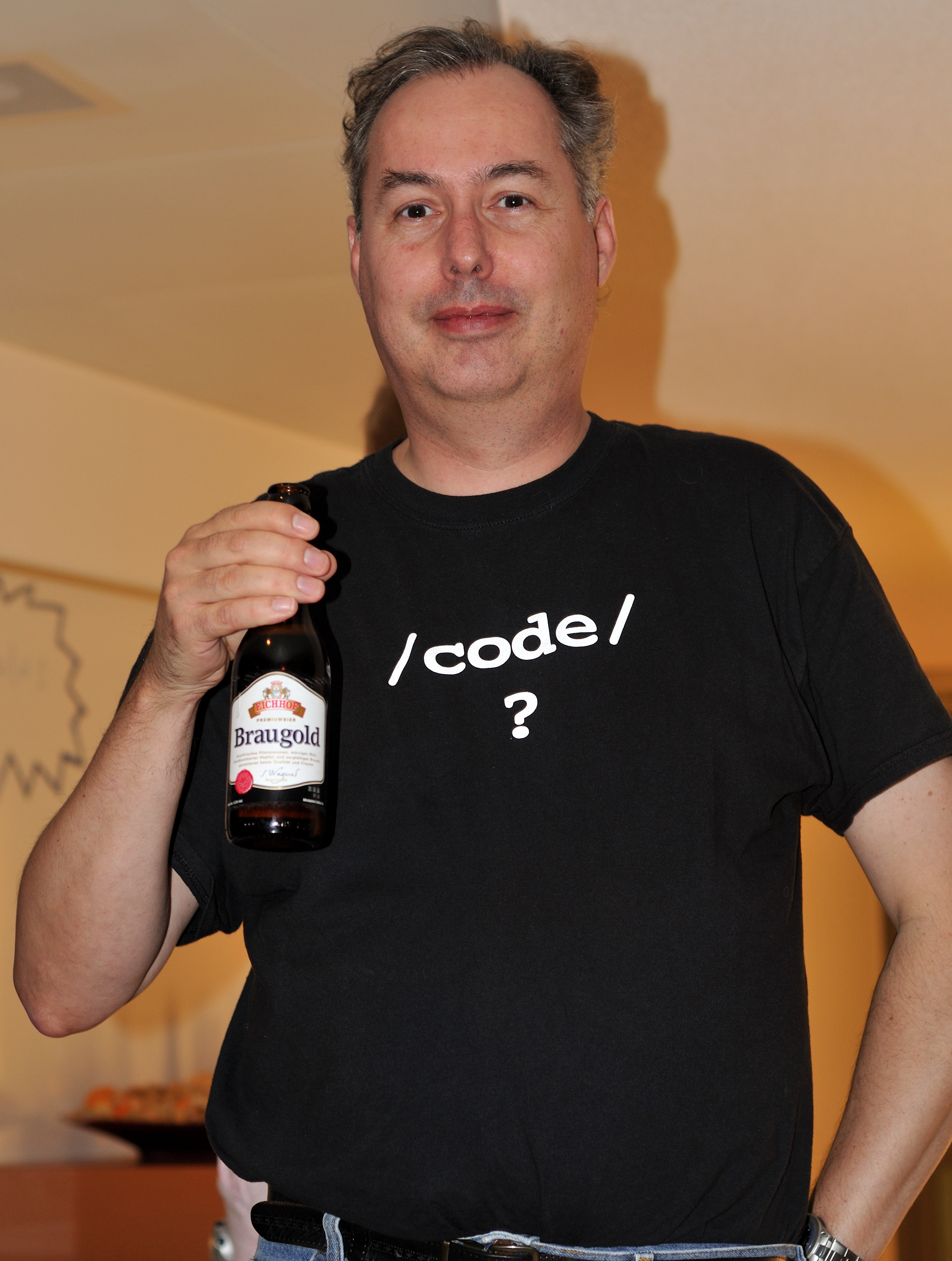
Bram Moolenaar (2007)

Bram Moolenaar (* 1961 in Lisse, Niederlande; † 3. August 2023) war ein niederländischer Programmierer. Er war Entwickler und Betreuer („Benevolent Dictator for Life“) von Vim, einem von vi abgeleiteten Texteditor.

## Leben
Bram Moolenaar studierte Elektrotechnik an der Technischen Universität Delft und schloss 1985 sein Studium mit einer Arbeit über Multiprozessor-Unix-Architektur ab. Er arbeitete von 1985 bis 1999 als Ingenieur für Océ. Von Juli 2006 bis September 2021 war er Entwicklungsingenieur bei Google in Zürich.
Nachdem Moolenaar 1988 einen Amiga-Computer gekauft hatte, entwickelte er den darauf laufenden vi-Klon Stevie (ST Editor for VI Enthusiasts) weiter. Unter dem Namen Vim machte er das Programm 1991 in der Version 1.14 der Öffentlichkeit verfügbar und betreute es bis zu seinem Lebensende. „Vim“ stand anfangs für „Vi IMitation“, aufgrund des erweiterten Funktionsumfanges ab 1992 (Version 1.22) für „Vi IMproved“. Bei Moolenaars Tod lag das Programm in der stabilen Version 9.0 vor.
Bram Moolenaar entwickelte das „Build“-Programm A-A-P. Er konzipierte weiterhin die Programmiersprache Zimbu. Über das Programm Vim rief Moolenaar dazu auf, die Hilfsorganisation International Child Care Fund Holland (ICCF Holland) zu unterstützen, die Waisenkinder in Kibaale in Uganda unterstützt, deren Eltern an AIDS gestorben sind. Moolenaar hatte die Organisation 1993 gegründet und stand ihr bis zu seinem Tod als Kassenwart vor.
Bram Moolenaar starb am 3. August 2023 an einer Erkrankung.